# Särkirivier (Kiruna)
De Särkirivier (Zweeds: Särkijoki) is een rivier die stroomt in de Zweedse gemeente Kiruna. De rivier ontstaat in het moeras Säyrisvuoma even ten noorden van het Säyrisjärvi. De rivier stroomt in tegenstelling tot de Säyrisrivier naar het noorden en stroomt langs een van de Särkijärvi's. Ze stroomt in een merencomplex bij het dorp Nedre Soppero de Lainiorivier in. Ze is circa 17 kilometer lang.
Afwatering: Särkirivier → Lainiorivier → Torne → Botnische Golf